# Estreito de Câmara de Lobos
Pour les articles homonymes, voir Câmara de Lobos (homonymie) et Lobos (homonymie).
Estreito de Câmara de Lobos est une freguesia portugaise située dans la ville de Câmara de Lobos, dans la région autonome de Madère.
Avec une superficie de 8,14 km2 et une population de 10 236 habitants (2001), la paroisse possède une densité de 1 257,5 hab/km2.